# Janna Jihad
Janna Jihad, née le 6 avril 2006 à Nabi Salih (territoire de Cisjordanie, Palestine), est la plus jeune activiste palestinienne et journaliste amateur depuis 2016.

## Biographie
Janna Jihad nait à Nabi Salih, en Palestine. Sa mère, Nawal Tamimi, est la directrice des affaires féminines au ministère du Développement en Palestine.
Elle commence ses reportages sur le conflit israélo-palestinien à l'âge de sept ans, lorsque deux membres de sa famille sont tués. Elle est considérée comme l'une des plus jeunes journalistes du monde. Elle débute ses reportages pour présenter le point de vue des jeunes Palestiniens qui grandissent dans la violence, en utilisant à l'origine le smartphone de sa mère pour capter des vidéos de manifestations près de chez elle et en les mettant en ligne sur Facebook, Instagram, Snapchat et YouTube. Janna Jihad est reconnue comme étant une défenseure des droits humains dans son pays par Amnesty International.